# Tęgoskór lamparci

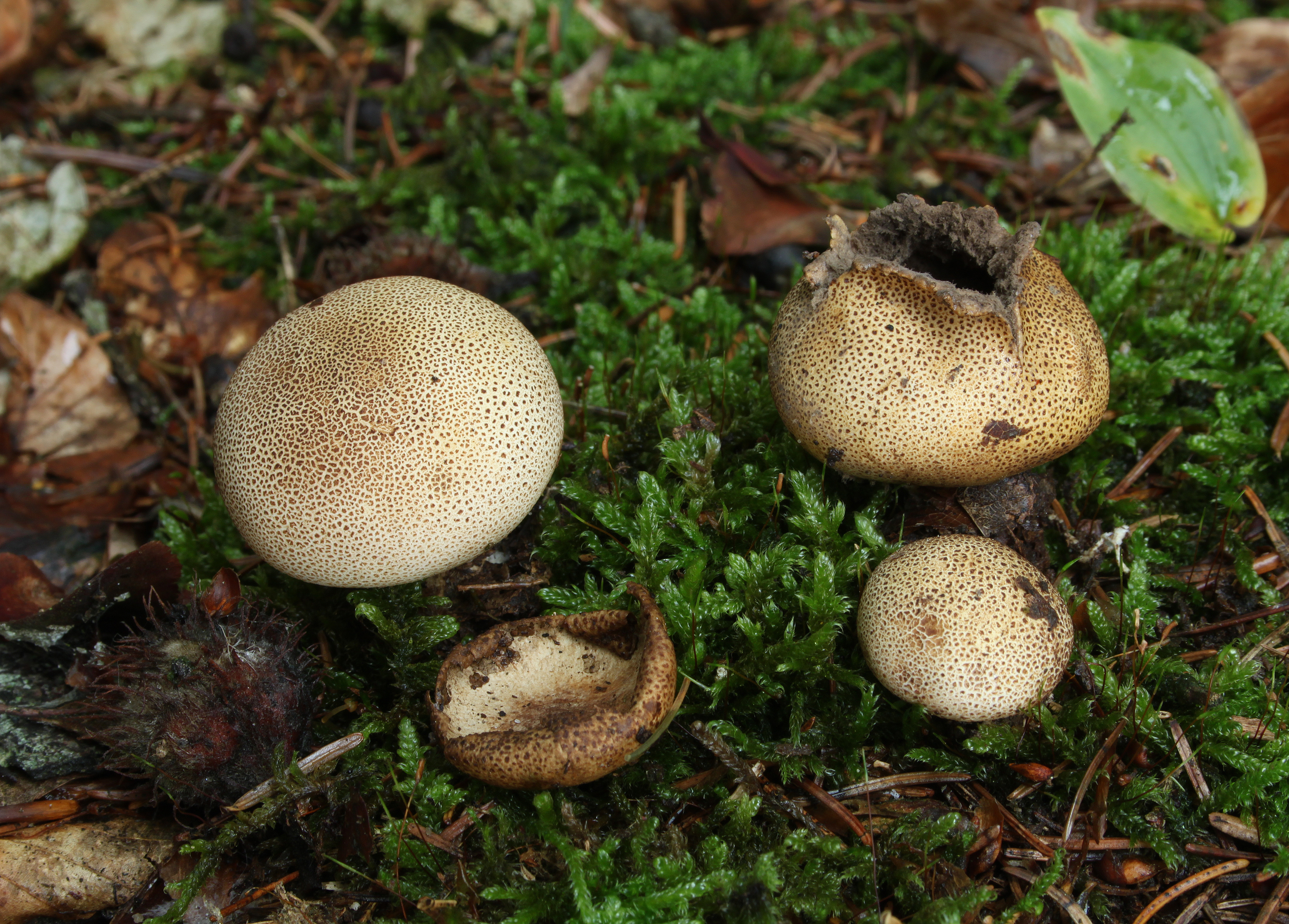
Dojrzewające owocniki

Tęgoskór lamparci (Scleroderma areolatum Ehrenb.) – gatunek grzybów należący do rodziny tęgoskórowatych. 

## Systematyka i nazewnictwo
Pozycja w klasyfikacji według Index Fungorum: Scleroderma, Sclerodermataceae, Boletales, Agaricomycetidae, Agaricomycetes, Agaricomycotina, Basidiomycota, Fungi.
Nazwę polską podali Barbara Gumińska i Władysław Wojewoda w 2003 r, wcześniej w polskim piśmiennictwie mykologicznym gatunek ten opisywany był przez F. Teodorowicza jako tęgoskór purchawkowaty. Spotykana jest też nazwa tęgoskór wielkozarodnikowy.

## Morfologia
Owocnik
Nieregularnie kulisty (przypłaszczony), o szerokości większej od wysokości i średnicy 2–5 cm. Na powierzchni owocnika występują nieliczne wgłębienia i dołki. Z podłożem i grzybnią łączy go krótki trzon o długości do 1,5 cm, zwykle znajdujący się w ziemi. Okrywa cienka, sucha i krucha z drobnymi, ciemnymi łuseczkami otoczonymi jaśniejszą otoczką. Po dojrzeniu pęka na szczycie. Od trzonu odchodzą białe ryzomorfy
Gleba
U młodych okazów twarde i białe, potem ciemnieje i staje się ciemnopurpurowo-oliwkowe lub brązowe, na koniec zamienia się w proszek zawierający ogromną ilość zarodników.
Zarodniki
Kuliste lub niemal kuliste, o średnicy 11–15 μm, z ostrymi kolcami o długości do 2 μm.

## Występowanie i siedlisko
W Ameryce Północnej jest szeroko rozprzestrzeniony. Występuje także w Europie. W Polsce jest niezbyt częsty, rzadszy od tęgoskóra brodawkowanego.
Występuje w lasach liściastych, na cmentarzach, na ziemi, pod dębem szypułkowym. Owocniki pojawiają się od sierpnia do października. Jest grzybem mikoryzowym związanym z drzewami, ale prawdopodobnie także saprotrofem, gdyż rośnie także na bezdrzewnych terenach, w ogrodach.

## Gatunki podobne
- tęgoskór brodawkowany (Scleroderma verrucosum)[4]. Jest większy i ma dłuższy trzon i nieco inne łuseczki[4].
- tęgoskór kurzawkowy (Scleroderma bovista) o nieco innych brodawkach na okrywie[4].

Pewne odróżnienie kilku podobnych gatunków tęgoskórów możliwe jest tylko przez badanie mikroskopowe.